# IFC Canada
Pour les articles homonymes, voir IFC.
IFC Canada était une chaîne de télévision canadienne anglophone spécialisée de catégorie A qui appartenait à Corus Entertainment qui diffusait des films et documentaires indépendants ainsi que des séries dramatiques.
Originellement lancée sous le nom de Independent Film Channel Canada, la chaîne s'est identifié sous le nom de IFC Canada et ne diffusait que quelques films (certains provenant de grands studios) durant la semaine, au profit de séries télés et d'émissions de remplissage.
La chaîne a mis fin à ses activités le 30 septembre 2019.

## Histoire
Après que Salter Street Films Limited eut obtenu une licence du CRTC en 2000 pour la chaîne spécialisée The Independent Film Channel Canada « consacrée à la production indépendante d’œuvres cinématographiques, au processus de production d’œuvres cinématographiques et aux cinéastes » avec un maximum de 5 % de la totalité des films de type hollywoodien, et qu'Alliance Atlantis se soit fait refuser un service similaire, Salter Street Films s'est fait acheter par Alliance Atlantis avant le lancement de la chaîne qui a eu lieu le 15 août 2001.
Le 18 janvier 2008, CW Media (Canwest et Goldman Sachs) fait l'acquisition d'Alliance Atlantis. Sous les dettes, Shaw Communications fait l'acquisition de CW Media le 27 octobre 2010 et IFC Canada fait maintenant partie de Shaw Media.
Depuis le 1er avril 2016, Shaw Media appartient désormais à Corus Entertainment. Une version haute définition a été lancée vers la fin 2016.
La chaîne met fin à ses activités le 30 septembre 2019.

## Programmation
Durant les premières années, la chaîne diffusait des films de producteurs indépendants. Après l'acquisition des chaînes d'Alliance Atlantis par Canwest en 2008, le nom a été écourté pour IFC Canada, plusieurs films provenant des grands studios ont été ajoutés à la rotation et plusieurs séries et émissions de Showcase ont été transférés sur cette chaîne, incluant la soirée thématique Friday Without Borders destinée aux adultes. Par la suite, on retrouve des films les samedis et dimanches, et en semaine seulement deux films par jour répétés deux fois, le reste de la programmation consistant en des rediffusions de séries et d'émissions ayant déjà été diffusés sur Showcase et des émissions de remplissage.